# Lipno (Zielona Góra)
Pour les articles homonymes, voir Lipno.
Lipno (prononciation : [ˈlʲipnɔ]) est un village polonais de la gmina de Świdnica dans le powiat de Zielona Góra de la voïvodie de Lubusz dans l'ouest de la Pologne.
Il se situe à environ 10 kilomètres à l'ouest de Świdnica (siège de la gmina) et 17 kilomètres à l'ouest de Zielona Góra (siège du powiat et de la diétine régionale).

## Histoire
Le nom allemand du village était Lippen .
De 1816 à 1945, Lippen fait partie de l'arrondissement de Crossen-sur-l'Oder dans le district de Francfort au sein de la province de Brandebourg.
Après la Seconde Guerre mondiale, avec les conséquences de la Conférence de Potsdam et la mise en œuvre de la ligne Oder-Neisse, le village est intégré à la République populaire de Pologne. La population d'origine allemande est expulsée et remplacée par des polonais.
De 1975 à 1998, le village appartenait administrativement à la voïvodie de Zielona Góra.

Depuis 1999, il appartient administrativement à la voïvodie de Lubusz.